# Fiete Arp
Jann-Fiete Arp, född 6 januari 2000 i Bad Segeberg, är en tysk fotbollsspelare (anfallare).
Arp spelar för 2. Bundesliga-klubben Holstein Kiel. Han har även spelat för Tysklands ungdomslandslag.

## Klubbkarriär

### Ungdomskarriär
Arp, som bara kallas för sitt förnamn Fiete, föddes i Bad Segeberg i Schleswig-Holstein och växte upp med separerade föräldrar i Bad Segeberg och närliggande Wahlstedt. Som 4-åring började han spela fotboll i SV Wahlstedt.
Inför säsongen 2010/2011 gick Arp till Hamburger SV:s ungdomsakademi, där han inledningsvis spelade i U11-laget. Under säsongerna 2015/2016 och 2016/2017 gjorde Arp totalt 37 mål på 45 matcher i U17-Bundesliga och blev bland annat skytteligavinnare under säsongen 2016/2017 med 26 gjorda mål. I januari 2017 blev han uttagen i A-laget av tränaren Markus Gisdol till deras träningsläger i Dubai. Därefter spelade Arp både för U17-laget och för U19-laget i U19-Bundesliga, där han gjorde två mål på fyra matcher under slutet av säsongen. I juli 2017 blev Arp tilldelad Fritz Walter-medaljen i guld i åldersgruppen U17.

### Början på seniorkarriären i Hamburger SV

#### Säsongen 2017/2018: Uppflyttad i A-laget och Bundesligadebut
Inför säsongen 2017/2018 flyttades Arp upp i A-laget, där han skrev på ett tvåårskontrakt. Arp var dock fortsatt även en del av U19-truppen som han var berättigad att spela för i ytterligare två säsonger. Efter att ha gjort sju mål på tre matcher för U19-laget blev Arp för första gången uttagen i en matchtrupp för A-laget den 30 september 2017 till en match mot Werder Bremen. Matchen slutade mållös och Arp gjorde sin debut med ett inhopp mot Bobby Wood i den 89:e minuten. Han blev med sitt inhopp den första spelaren född på 2000-talet att spela i Bundesliga. Arp var därefter med U17-landslaget och spelade U17-VM i Indien och efter hans återkomst i Hamburger SV blev han en mer integrerad del av proffstruppen och gick upp från en till fyra träningar i veckan med A-laget.
Den 28 oktober 2017 gjorde Arp sitt första mål för A-laget i en 2–1-förlust mot Hertha Berlin. Det var Arps andra match i Bundesliga och han gjorde målet i den 73:e minuten, cirka 20 minuter efter att han bytts in. Arp var då 17 år och 295 dagar och blev då Hamburger SV:s yngste målskytt i Bundesliga samt den dittills sjunde yngsta målskytten genom tiderna i Bundesliga. I följande match mot VfB Stuttgart var han för första gången en del av startelevan. Matchen slutade med en 3–1-vinst för HSV och Arp gjorde det avslutande målet. Vid den tiden sågs 17-åringen som den största anfallstalangen i Tyskland och som en framtida landslagsspelare.
Under fortsättningen av säsongen lyckades Arp inte prestera på samma nivå för HSV som bytt tränare till först Bernd Hollerbach och sedan Christian Titz (hans tidigare tränare i U17-laget). På grund av stress kopplat till slutförandet av sin gymnasieexamen samt några förkylningar missade han några matcher och var i slutet av säsongen tillbaka i U19-laget. Totalt gjorde Arp två mål på 18 Bundesligamatcher samt sju mål på fem matcher i U19-laget under säsongen 2017/2018. Säsongen slutade dock med en nedflyttning för Hamburger SV till 2. Bundesliga.

#### Säsongen 2018/2019: Förlängt kontrakt och mindre speltid
Inför säsongen 2018/2019 förlängde Arp sitt kontrakt i klubben fram till sommaren 2020. I början av februari 2019 meddelades det att ett avtal hade slutits med Bayern München om en övergång som skulle ske någon gång mellan 1 juli 2019 och 1 juli 2020, beroende på vad Arp själv skulle välja i framtiden. I början av säsongen var Arp tredjeanfallare bakom Pierre-Michel Lasogga och Manuel Wintzheimer och var inte en del av matchtruppen under de första matcherna, men spelade tre matcher och gjorde lika många mål för andralaget i Regionalliga Nord (fjärdedivisionen).
Arp gjorde säsongens första A-lagsmatch i den första omgången av DFB-Pokal i en 5–3-seger mot femte divisionsklubben TuS Erndtebrück, där han även gjorde ett mål. Arp spelade fyra ligamatcher (två som startspelare) under Titz ledning fram till slutet av oktober 2018 då Hannes Wolf tog över som huvudtränare. Fram till vinteruppehållet spelade han därefter två matcher samt gjorde fyra inhopp. Arp spelade då främst som vänsterytter eftersom Wolf först föredrog Pierre-Michel Lasogga och sedan sommarvärvningen Hwang Hee-chan som central anfallare. Även under andra halvan av säsongen förblev han mest som reserv och gjorde endast sex inhopp samt en match från start. Matcher Arp var i startelvan var säsongens avslutande match, vilken var meningslös för tabellen då HSV redan hade missat uppflyttning. Han gjorde dock sitt första och enda 2. Bundesliga-mål i matchen. Under säsongen spelade Arp även ytterligare fyra matcher för andralaget.

### Övergång till Bayern München

#### Säsongen 2019/2020: Skador och spel i andralaget
Inför säsongen 2019/2020 gick Arp till Bayern München. I början av säsongen var han vanligtvis utanför matchtruppen då huvudtränaren Niko Kovač föredrog Kwasi Okyere Wriedt och Joshua Zirkzee som reserver bakom den ordinarie startspelaren Robert Lewandowski. Han gjorde sin tävlingsdebut för reservlaget i 3. Liga i augusti 2019 i en match mot Hallescher FC. Följande månad bröt Arp under en träning sitt båtben i handen och fick opereras. Under landslagsuppehållet i november var Arp tillbaka i lagträning, men endast efter ett par dagar råkade han ut för en ny skada i strålbenet och behövde gipsas.
I januari 2020 vid träningslägret i Doha var Arp åter tillbaka i lagträning. I följande månad blev han bortplockad från Bayern Münchens Champions League-trupp till förmån för vinternyförvärvet Álvaro Odriozola. Efter vinteruppehållet var Arp endast reserv bakom Wriedt, Zirkzee och Leon Dajaku i andralaget och gjorde inledningsvis fyra inhopp. I omgång 26 och 27 (28 februari och 7 mars) fick han chansen från start och gjorde mål i båda matcherna. Säsongen blev därefter avbruten på grund av coronaviruspandemin och när den återupptogs i slutet av maj var Arp en del av startelvan i de tre första matcherna. I den tredje matchen gjorde han säsongens tredje mål, men blev samtidigt skadad på nytt. 
I A-laget var Arp med som avbytare en gång i ligan samt en gång i DFB-Pokal under andra halvan av säsongen och blev tysk liga- och cupmästare utan att ha spelat något. I andralaget gjorde han tre mål på 12 matcher (sex från start) och blev mästare i 3. Liga.

#### Säsongen 2020/2021: Spel i andralaget
Inför säsongen 2020/2021 var Arp endast med i andralagets trupp, vilket var ett frivilligt steg från hans sida. I oktober spelade Arp ändå för A-laget i den första omgången i DFB-Pokal mot Mittelrheinliga-klubben 1. FC Düren, där hon kom in som inhoppare. Bayern vann matchen med 3–0 och det var endast spelare från andralaget och U19-laget på avbytarbänken då flertalet A-lagsspelare hade spelat landslagsmatcher föregående dag. Under säsongen var Arp inledningsvis ordinarie i startelvan, men fick ibland nöja sig som reserv bakom Lenn Jastremski.
Efter att duon Danny Schwarz och Martín Demichelis tagit över det nedflyttningshotade laget under de sista åtta matcherna, föredrogs Armindo Sieb som startande anfallare. I säsongens sista match kom Arp inte ens med i matchtruppen då Bayern spelade för att undvika nedflyttning. Han spelade totalt 30 matcher i tredjedivisionen (18 från start) och gjorde fem mål under säsongen 2020/2021.

### Lån och övergång till Holstein Kiel
Inför säsongen 2021/2022 lånades Arp ut till 2. Bundesliga-klubben Holstein Kiel på ett säsongslån. Han debuterade den 25 juli 2021 i en 3–0-förlust mot St. Pauli. Den 1 juli 2022 blev Arp klar för en permanent övergång till Holstein Kiel, där han skrev på ett tvåårskontrakt. I februari 2024 förlängde Arp sitt kontrakt i klubben fram till juni 2026.

## Landslagskarriär
Arp spelade för första gången i oktober 2015 för Tysklands U16-landslag, där han spelade totalt fyra matcher fram till april 2016. I september 2016 spelade Arp sedan sina första matcher för U17-landslaget. Med det landslaget tävlade han i maj 2017 vid U17-EM 2017. I turneringen fick Arp uppmärksamhet efter att ha gjort tre mål i två av tre gruppspelsmatcher – inklusive ett äkta hattrick på rekordtiden 13 minuter. Med totalt sju mål slutade Arp på andra plats i skytteligan bakom franske Amine Gouiri med åtta mål.
I oktober 2017 var Arp en del av U17-landslagets trupp vid U17-VM i Indien. I turneringen gjorde Arp fem mål på lika många matcher innan Tyskland blev utslagna av Brasilien i kvartsfinalen. Arp gjorde totalt 18 mål på 19 matcher för U17-landslaget. Mellan november 2018 och mars 2019 spelade Arp därefter för U19-landslaget, där han gjorde två mål på fem matcher.

## Meriter och utmärkelser
Meriter
- Tysk mästare: 2020
- Tysk cupmästare: 2020
- Mästare i 3. Liga: 2020

Utmärkelser
- Fritz Walter-medaljen: Guld 2017 (U17)
- Bästa målskytt i U17-Bundesliga Nord/Nordost: 2017
- Årets ungdomsspelare 2018 i Hamburgs fotbollsförbund[54]
- Bundesliga Rookie Award: november 2017